# Degrés des Tisserands
Les Degrés des Tisserands sont une rue de la ville de Liège reliant la rue Saint-Séverin au Mont Saint-Martin sur la colline de Publémont. Cette voie est un escalier de 134 marches d'une dénivelée de 20 mètres. L'altitude y est de 80m en bas et 100m en haut.

## Historique
Cette rue datant du Xe siècle longeait intra-muros les remparts de Notger. Une partie de murs visibles sur la voie supérieure à partir du no 20 constituent peut-être un vestige de ces remparts.
La rue fut modifiée une première fois en 1533 avec un élargissement partiel et une seconde fois, le 12 septembre 1856. À cette date, il fut décidé que l'ancien escalier à marches irrégulières serait remplacé par un autre avec 134 marches et rampes pavées d'une largeur de 50 cm et d'une hauteur de 12 cm. Cet escalier comprend 134 degrés et a une longueur de 120 m.
Le 1er août 2017, des travaux de rénovation complète débutent et devraient durer un an.

## Toponymie
Le nom vient des tisserands qui y possédaient leur boutique. La rue porta également le nom de Thier Saint-Martin et Thier des Tisserands,.

## Patrimoine
Aux deux tiers de la montée, quand l'escalier vire légèrement à gauche, on trouve la fontaine Roland datant de 1783 avec l'inscription chronogramme suivante : « De graILLet D'othee qVe/ ConsVLIbVs VobIs/ reDonantVr aqVae », qui peut être traduite par « Sous les bourgmestres Graillet et d'Othée les eaux vous sont rendues ». Cette fontaine existait donc avant l'aménagement de la rue en escalier. 
Elle est surmontée d'une potale abritant une Vierge à l'Enfant.